# Вайсман, Фридрих
Фридрих Вайсман (нем. Friedrich Waismann, 21 марта 1896, Вена — 4 ноября 1959, Оксфорд) — австрийский математик, физик и философ. Он наиболее известен как член Венского кружка и один из ключевых теоретиков логического позитивизма.

## Биография
Вайсман родился в еврейской семье в Вене, Австро-Венгрия, получил образование в области математики и физики в Венском университете. В 1922 году он начал изучать философию под руководством Морица Шлика, основателя Венского кружка. Он эмигрировал в Великобританию в 1938 году в связи с аннексией Австрии нацистской Германией.
Он был преподавателем философии науки в Кембриджском университете с 1937 по 1939 год и преподавателем философии математики в Оксфордском университете с 1939 года до своей смерти. Он умер в Оксфорде.

## Отношения с Витгенштейном
Периодически, с 1927 по 1936 год, Вайсман вёл обширные беседы с Людвигом Витгенштейном на темы философии математики и философии языка. Эти разговоры, записанные Вайсманом, были опубликованы в журнале «Людвиг Витгенштейн и Венский кружок» (1979, изд. B.F. McGuinness). Другие члены кружка (в том числе Шлик, Рудольф Карнап и Герберт Фейгль) также разговаривали с Витгенштейном, но не в такой степени, как Вайсман.
В какой-то момент в 1934 году Витгенштейн и Вайсман подумывали о совместной работе над книгой, но эти планы провалились после того, как стали очевидны их философские разногласия. 
Позднее Вайсман обвинил Витгенштейна в обскурантизме из-за того, что он считал предательством проекта логического позитивизма и эмпирически обоснованного объяснения. В конечном итоге тексты проекта, написанные или просто расшифрованные Вайсманом, были опубликованы Гордоном Бейкером в 2003 году.

## Лингвистическая философия и логический позитивизм
В книге «Введение в математическое мышление: формирование концепций в современной математике» (1936) Вайсман утверждал, что математические истины истинны по соглашению, а не обязательно (или проверяемо) истинны. Его сборник лекций «Принципы лингвистической философии» (1965) и «Как я вижу философию» (1968, под ред. Р. Харре), сборник статей, были опубликованы посмертно.

## Пористостьипроверяемость
Вайсман ввёл концепцию «открытой текстуры» или «пористости», чтобы описать универсальную возможность неопределённости эмпирических утверждений; она основана на «Философских исследованиях» Витгенштейна, особенно на разделе 80. По мнению философа, даже после того, как приняты меры, обеспечивающие точность высказывания, остается неисчерпаемый источник неясности из-за неопределённого числа возможностей. Понятие неопределённости Вайсмана немного отличается от его концепции открытой текстуры: он объяснил, что открытая текстура больше похожа на возможность неопределённости; неопределённость также можно исправить, чтобы сделать её более точной, а открытую текстуру — нет.
Открытая текстура была обнаружена в философии права благодаря трудам Герберта Харта (см. «Концепцию права о скептицизме правил» Харта и статью Вайсмана «Проверяемость»). По мнению Харта, неопределённость является фундаментальной особенностью юридических языков. Однако утверждается, что концептуализация Вайсмана имеет ограниченное практическое применение, поскольку она больше ориентирована на экстраординарное, в то время как взгляд Харта на открытую текстуру касается более приземлённого подхода, приближаясь к этому термину в контексте конкретной нормы.